# Aartsbisdom Benevento

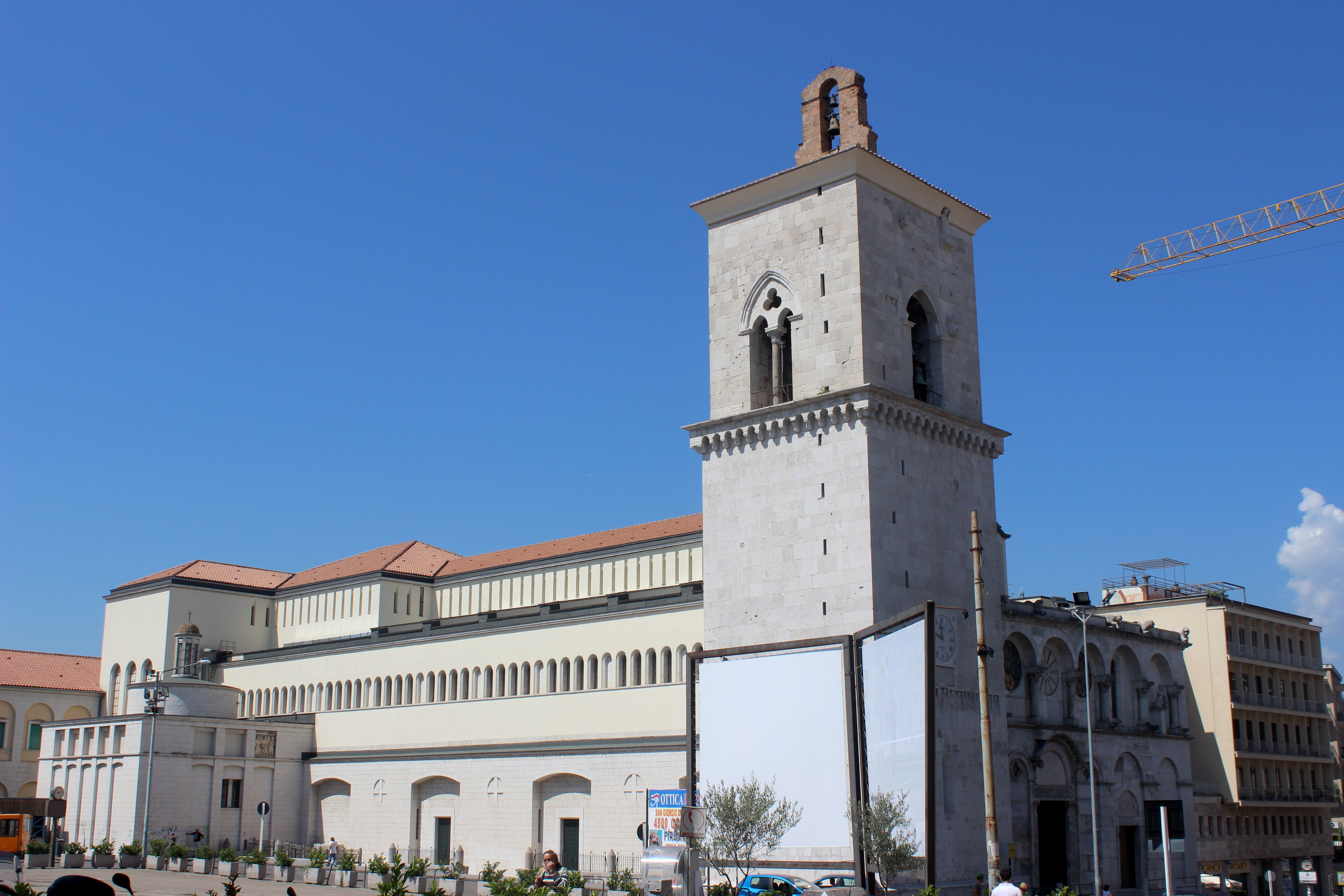
Kathedraal van Benevento

Het aartsbisdom Benevento (Latijn: archidioecesis Beneventana; Italiaans: Arcidiocesi di Benevento) is een in Italië gelegen rooms-katholiek aartsbisdom met zetel in de stad Benevento. De aartsbisschop van Benevento is metropoliet van de kerkprovincie Benevento, waartoe ook de volgende suffragane bisdommen behoren:
- Aartsbisdom Sant'Angelo dei Lombardi-Conza-Nusco-Bisaccia
- Bisdom Ariano Irpino-Lacedonia
- Bisdom Avellino
- Bisdom Cerreto Sannita-Telese-Sant’Agata de’ Goti
- Territoriale abdij Montevergine

## Geschiedenis
Het bisdom Benevento werd opgericht in de 1e eeuw. Op 26 mei 969 werd het onder paus Johannes XIII verheven tot aartsbisdom.